# The E.N.D.
The E.N.D. (acronimo di The Energy Never Dies) è il quinto album in studio del gruppo musicale statunitense The Black Eyed Peas, pubblicato il 9 giugno 2009 dalla Interscope Records.
Il disco ha rappresentato un abbandono significativo delle sonorità hip hop degli esordi in favore di altre più vicine al dance pop ed è stato promosso da sei singoli, i cui primi due, Boom Boom Pow e I Gotta Feeling, si sono piazzati in vetta alla Billboard Hot 100. Prima dell'uscita ufficiale dell'album sono stati pubblicati tre singoli promozionali tramite iTunes Store. Il primo è stato Imma Be, pubblicato il 19 maggio; il secondo Alive, pubblicato il 26 maggio, e il terzo Meet Me Halfway, uscito il 2 giugno. Successivamente sono stati pubblicati Imma Be e Rock That Body.

## Descrizione

### Concept
In un'intervista pubblicata su Billboard, will.i.am ha dichiarato che The E.N.D. sta per "The Energy Never Dies" e che descrive la sua idea per un progetto che avrà vita e che sarà frequentemente aggiornato per tutto un ciclo già designato. "È un diario [...] di musica che in qualsiasi momento, a seconda dell'ispirazione, può essere aggiunto ad esso", spiega l'artista/produttore/compositore. "Quando uscirà ci saranno 12 tracce, ma il giorno dopo potrebbero essercene 100, 50 bozzetti, 1.000 blog tutti riguardanti The E.N.D., in modo che l'energia non muoia davvero mai".

### Il nome
Il nome del disco era stato pensato già dal 2006, quando Fergie stava pubblicando The Dutchess. In origine il gruppo avrebbe voluto chiamarlo Evolution, però questo nome era già stato adottato da Ciara per il suo secondo album. Successivamente il titolo provvisorio era stato From Roots to Fruit, poi abbandonato perché ritenuto più adatto a un greatest hits. Il nome era stato modificato ancora in The Energy Never Dies, prima di essere abbreviato in The E.N.D; nome ulteriormente confermato da will.i.am durante l'uscita di Songs About Girls.

## Tracce
1. Boom Boom Pow – 5:08 (William Adams, Allan Pineda, Stacy Ferguson, Jaime Gomez) – contiene l'introduzione Welcome to the E.N.D
2. Rock That Body – 4:28 (William Adams, Allan Pineda, Stacy Ferguson, Jaime Gomez, David Guetta, Mark Knight, Adam Walder, Jean Baptiste, Jaime Munson, Robert Ginyard Jr.)
3. Meet Me Halfway – 4:44 (William Adams, Allan Pineda, Stacy Ferguson, Jaime Gomez, Keith Harris, Jean Baptiste, Sylvia Gordon)
4. Imma Be – 4:16 (William Adams, Allan Pineda, Stacy Ferguson, Jaime Gomez, Keith Harris, Jared Tankel, Daniel Foder, Thomas Brenneck, Michael Deller)
5. I Gotta Feeling – 4:49 (William Adams, Allan Pineda, Stacy Ferguson, Jaime Gomez, Frederic Riesterer, David Guetta)
6. Alive – 5:03 (William Adams, Allan Pineda, Stacy Ferguson, Jaime Gomez, Jean Baptiste)
7. Missing You – 4:34 (William Adams, Allan Pineda, Stacy Ferguson, Jaime Gomez, Jean Baptiste, Printz Board)
8. Ring-a-Ling – 4:32 (William Adams, Allan Pineda, Stacy Ferguson, Jaime Gomez, Keith Harris)
9. Party All the Time – 4:43 (William Adams, Allan Pineda, Stacy Ferguson, Jaime Gomez)
10. Out of My Head – 3:51 (William Adams, Allan Pineda, Stacy Ferguson, Jaime Gomez, Keith Harris, Printz Board, George Pajon, Tim "Izo" Orindgreff)
11. Electric City – 4:08 (William Adams, Allan Pineda, Stacy Ferguson, Jaime Gomez, Bert Berns, Robert Feldman, Gerald Goldstein, Richard Gottehrer)
12. Showdown – 4:27 (William Adams, Allan Pineda, Stacy Ferguson, Jaime Gomez, Ryan Buendia)
13. Now Generation – 4:05 (William Adams, Allan Pineda, Stacy Ferguson, Jaime Gomez, George Pajon, Tim "Izo" Orindgreff)
14. One Tribe – 4:40 (William Adams, Allan Pineda, Stacy Ferguson, Jaime Gomez, Printz Board)
15. Rockin' to the Beat – 3:45 (William Adams, Allan Pineda, Stacy Ferguson, Jaime Gomez, Printz Board, George Pajon)

Traccia bonus nell'edizione europea
1. Mare – 2:55 (William Adams, Allan Pineda, Stacy Ferguson, Jaime Gomez, A R Rahman)

CD bonus nel'edizione deluxe
1. Where Ya Wanna Go – 5:08 (William Adams, Allan Pineda, Stacy Ferguson, Jaime Gomez, George Pajon, Tim "Izo" Orindgreff)
2. Simple Little Melody – 3:12 (William Adams, Allan Pineda, Stacy Ferguson, Jaime Gomez, Jean Baptiste, Alexander Ridha)
3. Mare – 2:55 (William Adams, Allan Pineda, Stacy Ferguson, Jaime Gomez, A R Rahman, Buendia)
4. Don't Bring Me Down – 3:11 (William Adams, Allan Pineda, Stacy Ferguson, Jaime Gomez, Buendia)
5. Pump It Harder – 3:52 (William Adams, Allan Pineda, Thomas van Musser, Stacy Ferguson, Nicolas Roubanis, James Brown)
6. Let's Get Re-Started – 2:57 (William Adams, Allan Pineda, Jaime Gomez, Terence Yoshiaki, Michael Fratantuno, George Pajon Jr.)
7. Shut the Phunk Up – 4:20 (William Adams, Allan Pineda, George Pajon Jr., Philippe Wynn)
8. That's the Joint – 3:48 (Jamie Gomez, Paul Poli, Allan Pineda, Barry Gibb, William Adams, Greg Phillinganes, Trevor Smith, Malik Taylor, Kamaal Fareed, Ali Shaheed Muhammad)
9. Another Weekend – 4:11 (William Adams, Allan Pineda, Jaime Gomez, Tony Butler, Sylvester Stewart)
10. Don't Phunk Around – 3:47 (Stacy Ferguson, Kalyanji Anandji, Indeewar, William Adams, Printz Board, George Pajon, Brian George, Curtis Bedeau, Gerard Charles, Hugh Clarke, Paul George, Lucien George Jr., Cleveland Bell, Victor May)

## Classifiche
| Classifica (2025) | Posizione massima |
| ----------------- | ----------------- |
| Lituania          | 71                |

## Date di pubblicazione
| Paese       | Data di pubblicazione | Etichetta           |
| ----------- | --------------------- | ------------------- |
| Giappone    | 3 giugno 2009         | Universal Japan     |
| Australia   | 5 giugno 2009         | Universal Australia |
| Germania    | 5 giugno 2009         | Interscope          |
| Irlanda     | 5 giugno 2009         | A&M                 |
| Italia      | 5 giugno 2009         | Interscope          |
| Svizzera    | 5 giugno 2009         | Interscope          |
| Francia     | 8 giugno 2009         | Interscope          |
| Danimarca   | 8 giugno 2009         | Interscope          |
| Regno Unito | 8 giugno 2009         | A&M                 |
| Brasile     | 9 giugno 2009         | Universal Brazil    |
| Messico     | 9 giugno 2009         | Interscope          |
| Stati Uniti | 9 giugno 2009         | Interscope          |
| Paesi Bassi | 9 giugno 2009         | Interscope          |
| Argentina   | 16 giugno 2009        | Universal Argentina |